# Rosalind Franklinová
Rosalind Elsie Franklinová (25. července 1920 Notting Hill – 16. dubna 1958 Chelsea) byla anglická biofyzička, chemička a bioložka, která se zabývala především rentgenovou krystalografií.
Její práce byla klíčová pro pochopení molekulárních struktur DNA (deoxyribonukleová kyselina), RNA (ribonukleová kyselina), virů, uhlí a grafitu. Práce na rentgenových difrakčních obrazech DNA na King's College v Londýně vedla k objevu dvojité šroubovice DNA. Nobelovu cenu za fyziologii a lékařství v roce 1962 za to získali Francis Crick, James Watson a Maurice Wilkins. Až v roce 2023 vědci na základě nových důkazů dospěli k závěru, že Rosalind Franklinová byla rovnocenným hráčem v procesu objevování DNA.
Královská společnost (Royal Society for the Improvement of Natural Knowledge – britská učená společnost čili akademie pro podporu věd) na její počest uděluje ženám cenu Rosalindy Franklinové za výzkum a úsilí o rovnost žen a mužů. 

## Život

### Mládí
Franklinová se narodila v Notting Hill v Londýně do bohaté a vlivné britské židovské rodiny. Její otec, Ellis Arthur Franklin (1894–1964), byl politicky liberální londýnský obchodní bankéř, který učil na městské Working Men's College. Její matkou byla Muriel Frances Waley (1894–1976). Rosalind byla druhým dítětem v rodině pěti dětí. David (1919–1986) byl nejstarším bratrem, Colin (1923–2020), Roland (* 1926) a Jenifer (* 1929) byli její mladší sourozenci.
Její prastrýc z otcovy strany byl Herbert Samuel (později vikomt Samuel), který byl ministrem vnitra v roce 1916 a prvním praktikujícím Židem, který sloužil v britské vládě. Její teta, Helen Caroline Franklinová, byla provdána za Normana de Mattos Bentwiche, který byl generálním prokurátorem v britském mandátu Palestina.
Během druhé světové války pomáhali její rodiče židovským uprchlíkům z Evropy, zejména dětem z Kindertransportů.

### Studium a kariéra
Franklinová studovala na jedné z mála dívčích škol, kde se vyučovala fyzika a chemie. Díky tomu pak mohla studovat na Cambridgeské univerzitě, kterou absolvovala v roce 1941 s titulem z přírodních věd a poté se zapsala na doktorát z fyzikální chemie pod dohledem Ronalda Georga Wreyforda Norrishe.
V roce 1942 přijala výzkumnou pozici v British Coal Utilisation Research Association (BCURA). Výzkum uhlí pomohl Franklinové získat doktorát z Cambridge v roce 1945.

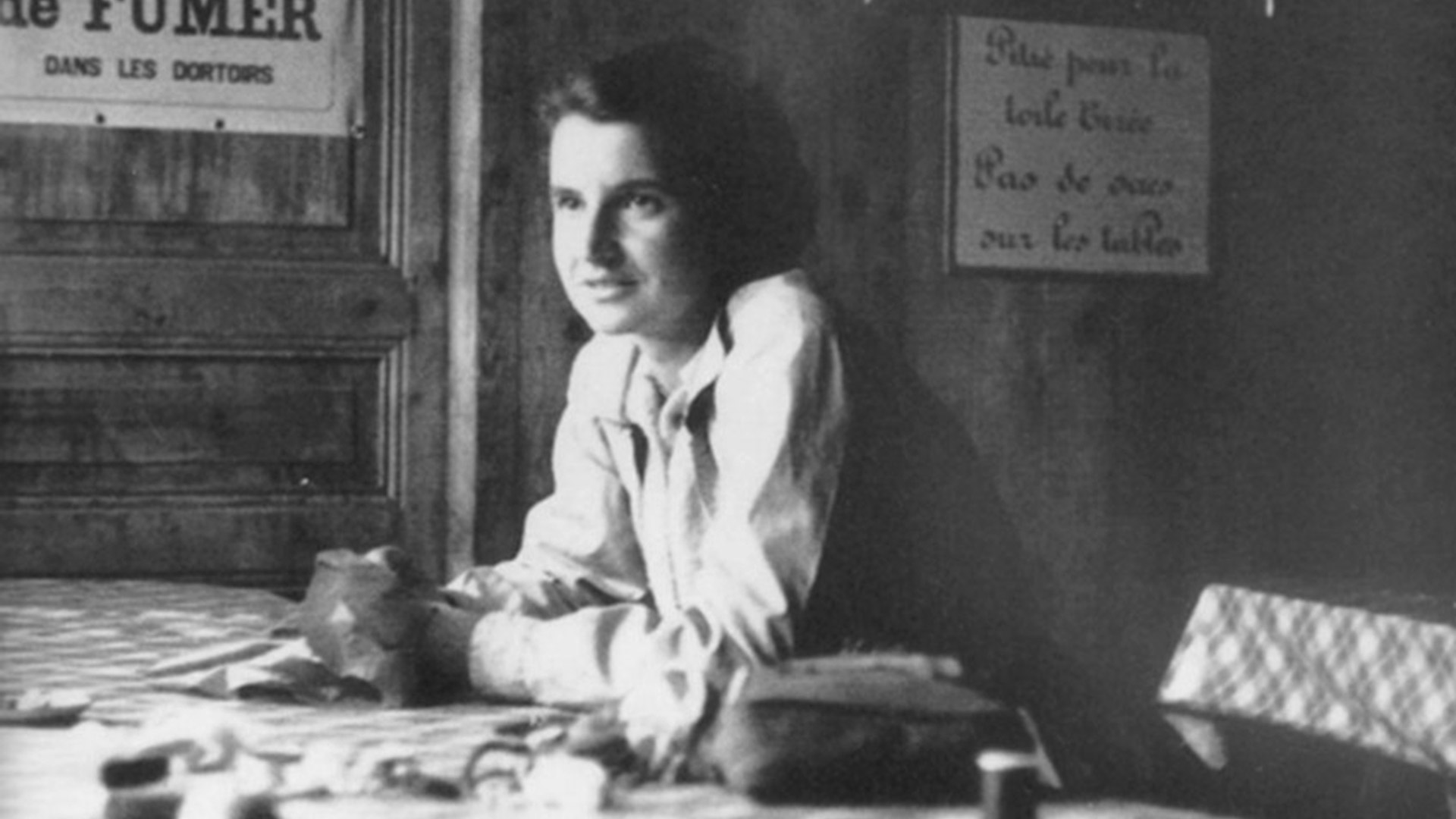
Rosalind Franklinová v Paříži

V roce 1947 se přestěhovala do Paříže a jako postdoktorandka pracovala pod Jacquesem Meringem v Laboratoire Central des Services Chimiques de l'État, kde se stala uznávanou rentgenovou krystalografkou.
V roce 1951 po nástupu na King's College v Londýně jako výzkumný pracovník objevila některé klíčové vlastnosti DNA, které pomohly k odhalení struktury dvojité šroubovice DNA.
V roce 1953 kvůli nesouhlasu se svým ředitelem Johnem Randallem a kolegou Mauricem Wilkinsem byla Franklinová nucena přejít na Birkbeck College. Pracoval tam pod vedením Johna Desmonda Bernala na molekulárních strukturách virů.
V roce 1958 den před odhalením struktury viru tabákové mozaiky na mezinárodním veletrhu v Bruselu zemřela Franklinová na rakovinu vaječníků ve věku 37 let. Člen jejího týmu Aaron Klug pokračoval v jejím výzkumu a v roce 1982 za něj získal Nobelovu cenu za chemii.

## Výzkum

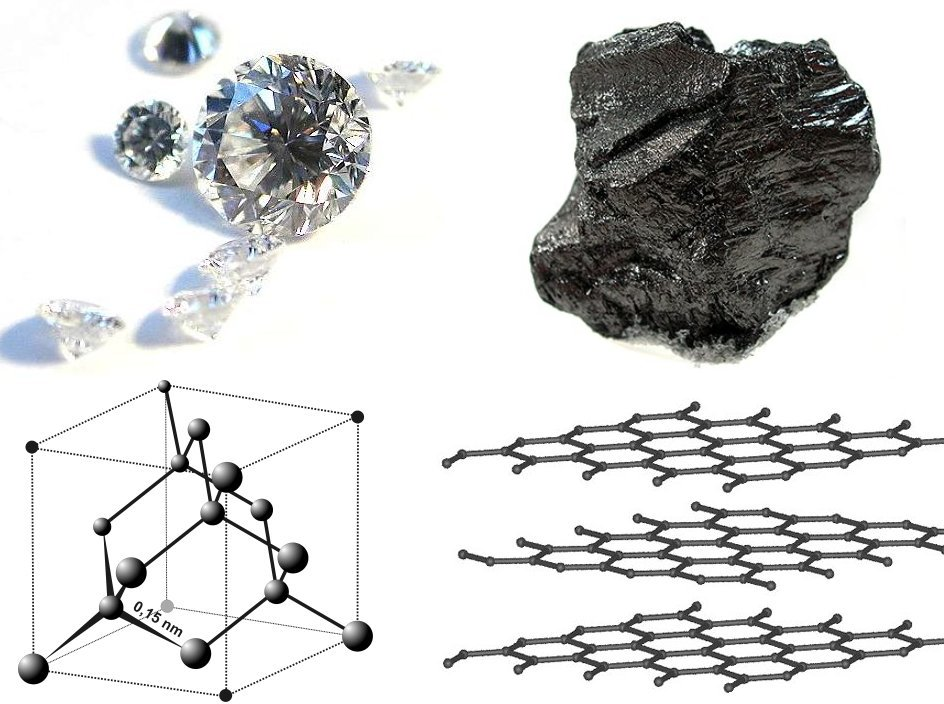
Vlevo diamant a vpravo grafit. Rentgenová krystalografie odhalila, že uspořádání jejich atomů je odlišné

- Vlevo diamant a vpravo grafit. Rentgenová krystalografie odhalila, že uspořádání jejich atomů je odlišnéFranklinová se věnovala především rentgenové krystalografii, která zkoumá ohyb (difrakci) paprsků monochromatického rentgenového záření při průchodu zkoumanou látkou.
- V letech 1942 až 1945 aplikovala rentgenovou krystalografii na amorfní látky (především na uhlí, grafit a jiné uhlíkaté materiály). Publikovala několik článků, které se staly součástí hlavního proudu fyziky a chemie uhlí a uhlíku. Její poznatky byly popsány v monografii z roku 1993 a jsou součástí učebnic o chemii a fyzice uhlíku.
- Pozdější práce na rentgenové difrakci proteinů a lipidů ji postupně přivedla k práci na vláknu DNA, neboť v té době došlo k novému vývoji v této oblasti, a ona byla považována za jedinou zkušenou experimentální výzkumnici v oblasti rentgenové difrakce.

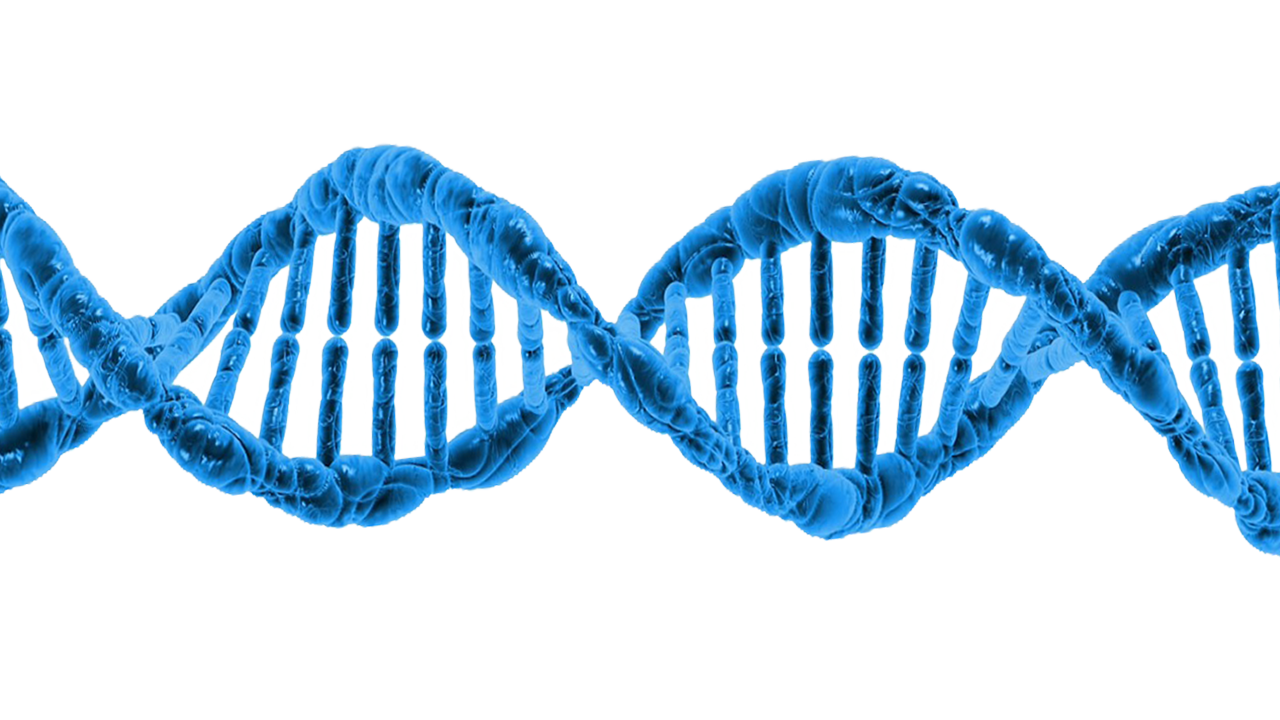
Šroubovice DNA

- Šroubovice DNAV roce 1950 švýcarský chemik Rudolf Signer v Bernu připravil vysoce čistý vzorek DNA z telecího brzlíku, který byl volně distribuován. Franklinová na něm začala pracovat a použila novou rentgenovou elektronku s jemným zaostřením a mikrokamerou. Bezprostředním zjištěním bylo, že DNA má tvar šroubovice a že fosfátová skupina leží mimo hlavní řetězec DNA. Data prezentovala na přednášce v listopadu 1951 v King's College v Londýně. Její práce byla později použita ke správnému určení struktury DNA americkým vědcem James Daweym Watsonem a britským vědcem Francisem Crickem.[1][2] Ve své slavné práci z roku 1953 její příspěvek zmínili pouze několika slovy.[3] Takovéto připisování objevů vědkyň mužským kolegům je příkladem Matildina efektu. Zásluhy Franklin byly doceněny až ke konci 60. let.[3][4] Watson a Crick dostali v roce 1962 Nobelovu cenu za medicínu za objasnění molekulární struktury nukleových kyselin.
- V roce 1956 Franklin začala svůj výzkum na poli virologie po návštěvě Kalifornské univerzity v Berkeley, kde jí navrhli výzkum viru obrny. Se svou skupinou pak začala dešifrovat strukturu viru obrny v krystalickém stavu pomocí rentgenové difrakce. Kvůli svému rychle se zhoršujícímu zdraví byla nucena svou práci ukončit. Člen jejího týmu Aaron Klug pokračoval v jejím výzkumu a v roce 1982 za to získal Nobelovu cenu za chemii.